# 第20回ダヴィッド・ディ・ドナテッロ賞
第20回ダヴィッド・ディ・ドナテッロ賞（だい20かいダヴィッド・ディ・ドナテッロしょう）の授賞式は、1975年7月19日にタオルミーナで行われた。

## 受賞者一覧

### 作品賞
- 哀しみの伯爵夫人 Fatti di gente perbene（監督：マウロ・ボロニーニ）
- 家族の肖像 Gruppo di famiglia in un interno（監督：ルキノ・ヴィスコンティ）

### 監督賞
- ディーノ・リージ（『女の香り』）

### 脚本賞
- アージェ＝スカルペッリ（『人気小説』）

### 主演女優賞
- マリアンジェラ・メラート（『La poliziotta』）

### 主演男優賞
- ヴィットリオ・ガスマン（『女の香り』）

### 作曲賞
- ピエロ・ピッチョーニ（『流されて…』）

### 外国人監督賞
- ビリーワイルダー（『フロント・ページ』）

### 外国人女優賞
- リヴ・ウルマン（『ある結婚の風景』）

### 外国人男優賞
- バート・ランカスター（『家族の肖像』）
- ジャック・レモン（『フロント・ページ』）
- ウォルター・マッソー（『フロント・ページ』）

### 外国映画賞
- タワーリング・インフェルノ（監督：アーウィン・アレン）

### ダヴィッド・ヨーロッパ賞
- メルヴィン・フランク

### ダヴィッド特別賞
- イザベル・アジャーニ（『平手打ち』）
- ピオ・アンジェレッティ、アドリアーノ・デ・ミケーリ
- エドモンド・アマーティ
- レナート・ポッツェット
- フレッド・アステア
- ジェニファー・ジョーンズ